# Pago

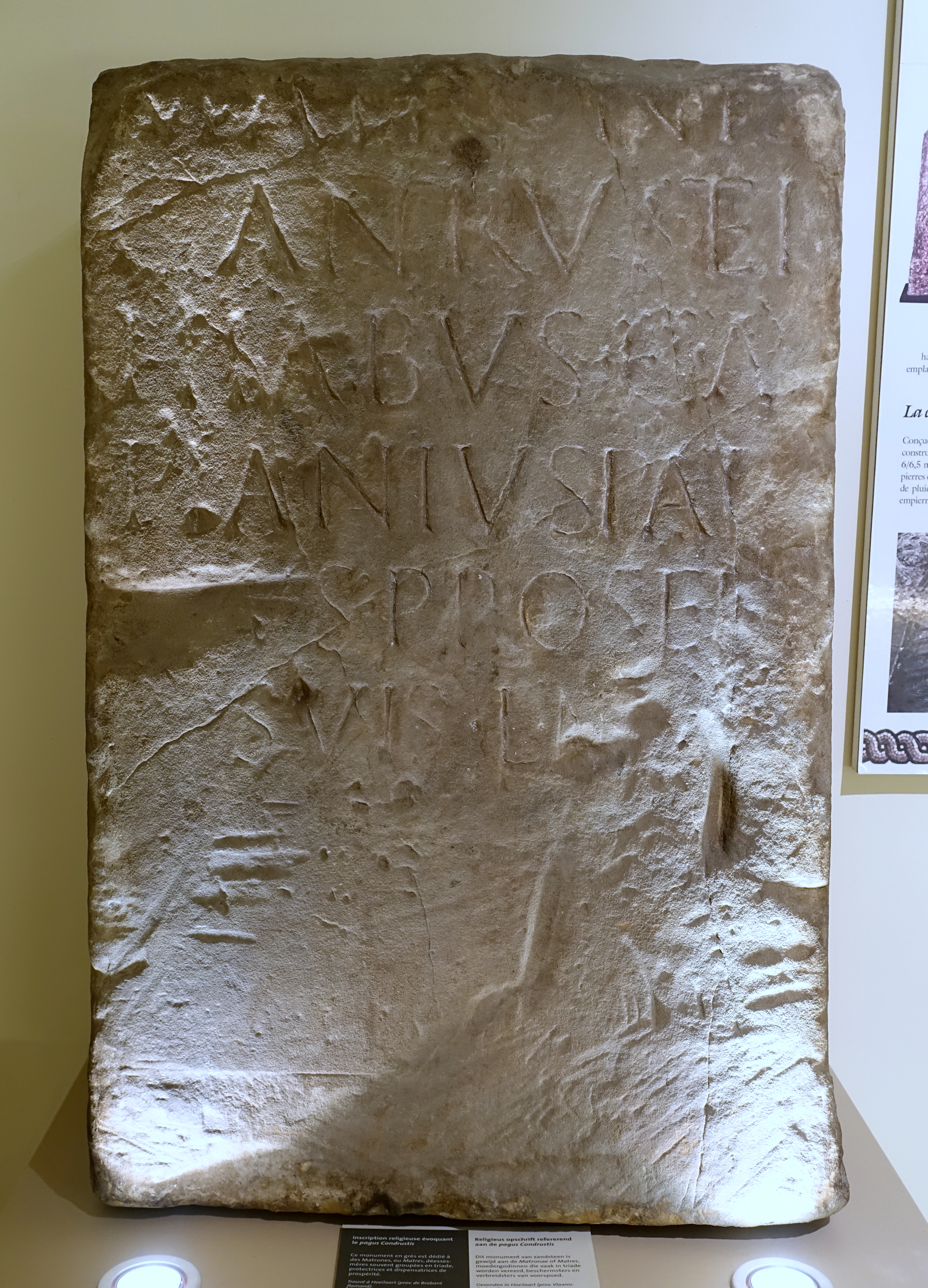
Inscrição dedicada às Matres, matronas ou deusas-mãe, evocando o pagus Condrustis, descoberto em Hoeilaart, Brabante, Musée du Cinquantenaire, Bruxelas

Na Roma antiga, a palavra Pago (em latim: Pagus; pl. pagi), era um termo administrativo que designava uma pequena subdivisão rural de um território tribal, que além de incluir propriedades agrícolas, podia eventualmente incluir povoados e fortalezas (Castellum). A partir do reinado de Diocleciano (284–305 dC), o pagus referia-se à menor unidade administrativa de uma província. Essas unidades geográficas foram também usadas para descrever territórios durante os períodos dos reinos suevo e visigótico, sem aparentemente qualquer significado político ou administrativo.

## Etimologia
Pāgus é uma palavra latina nativa, com uma raiz verbal de origem indo-europeia de "pāg-", "fixar", (pango) pode ser traduzido literalmente como "fronteira estacada no chão". Em semântica, *pag- usado em pāgus é um verbo estativo com um aspeto lexical não marcado, de estado resultante de uma ação completa: é ter sido estacado, convertido em um substantivo por "us". Considerando que os antigos demarcavam territórios com marcos, o significado original é de terras delimitadas com estacas, posteriormente marcadas com marcos, processo que não mudou ao longo dos milénios.
Hipóteses anteriores sobre a derivação de pāgus sugeriam que era um empréstimo grego de em grego clássico: πήγη; romaniz.: pége – trad.: “poço da aldeia”, ou em grego clássico: πάγος; romaniz.: págos – trad.: “forte da colina”. William Smith se opôs a essa ideia, alegando que nem o poço nem o forte da colina aparecem no significado de pāgus.
A palavra pagus deu origem tanto a palavra país nas línguas românicas, como pays (francês) e paysan ou seja "camponês", como a palavra "pagão". O historiador do cristianismo Peter Brown apontou que, em seu sentido original, paganus significava um civil ou plebeu, longe do poder, marginalizado e, portanto, considerado de menor importância; longe do centro administrativo ou da sede de um bispo, esses habitantes dos distritos periféricos, os pagi, tendiam mais a conservar os velhos costumes e deram seu nome a "pagãos"; a palavra foi usada pejorativamente pelos cristãos no Ocidente latino para rebaixar aqueles que recusaram a conversão das religiões tradicionais da antiguidade para o christianismo.

## Uso romano
No latim clássico, pagus referia-se, em geral, a um povoado, uma pequena aldeia ou uma pequena comunidade.. É no máximo um pequeno distrito
rural mas com a sua própria administração composta por um juiz Magister pagorum (encarregue, entre outros, da manutenção das vias vicinales), ediles, e duma assembleia, conselho dos pagani, que redigiam decreto chamados scita. Não há grande diferença com um Vicus, que era uma pequena localidade e o seu território, a não ser que o pago era um território, mais ou menos grande, mas sem localidade ou seja exclusivamente rural.
No entanto Júlio César, por exemplo, refere-se aos pagi como distritos ou tribo. Por exemplo em:
| “ | nam omnis civitas Helvetia in quattuor pagos divisa est "toda a nação helvética é dividida em quatro pagos (distritos embora pagos neste sentido é por vezes traduzido como tribo) | ” |
|   | — Júlio Cesar Commentarii de Bello Gallico 1.12.4. |   |

Outras vezes a palavra é usada para designar uma tribo fração duma nação ou submissa a outra tribo, na obra de Júlio César ou Tito Lívio como nesse exemplo:
| “ | …cum in quo consederant agrum Insubrium appellari audissent cognominem Insubribus pago Haeduorum, ibi omen sequentes loci condidere urbem; Mediolanium appellarunt. quando ouviram que a terra em que se estabeleceram chamava-se Insubrium, sobrenome dos Ínsubres, pago dos Éduos, ali seguiram o presságio do lugar para fundar uma cidade; chamaram-lhe Mediolanium (Milão). | ” |
|   | — Tito Lívio, Ab Urbe Condita Livro V, XXXIV. |   |

## Paguspós-romano
| “ | «11 Vici et castella et pagi hi sunt qui nulla dignitate civitatis ornantur, sed vulgari hominum conventu incoluntur, et propter parvitatem sui maioribus civitatibus adtribuuntur […].14. Pagi sunt apta aedificiis loca inter agros habitantibus 11. Vici, castella e pagi não atinge a dignidade de uma cidade, são habitadas por pessoas comuns e, por causa de sua pequenez, são subordinada a uma cidade […]. 14. Os pagi são locais adequados para construções entre os habitantes dos campos. | ” |
|   | — Isidoro de Sevilha, Etymologiarum sive Originum, Liber XV, 2 De aedificiis publicis. . |   |

### Em Portugal
O conceito de pagus sobreviveu ao colapso do Império do Ocidente durante os reinos germânicos dos séculos V a VIII. O termo é usado por exemplo no Paroquial suevo da segunda metade do século VI, curiosamente, só para definir algumas paróquias periféricas das dioceses de Braga, Porto e Tui, dioceses muitas povoadas por suevos. Por isso Almeida Fernandes pensou que pagi já na altura tinha uma conotação religiosa e não só administrativa (de pagus se derivou paganus ou pagão). Por isso a lista de pagi era uma lista de paróquias cristãs mas que podiam seguir as doutrinas do Arianismo ou do Priscilianismo, consideradas como herege, contrárias aos dogmas da Igreja, mas ainda bem presentes no tempo de São Martinho de Dume. A teoria de ser paróquias rurais ou sem grande centro não pode ser só circunscrita a essas 3 dioceses num total de 13 do Paroquial.

#### Lista dospagidoParochiale suevorumem Portugal
- Diocese de Braga: Pannonias (Vale de Nogueiras, Santuário de Panóias[10][11]), Laetera (Vale de Telhas[10][11]), Brigantia (Bragança, Castro de Avelãs[10]), [Aliste], Astiatico (Santiago f. Vila de Ala, Mogadouro[10]), Tureco (Balsemão f. Chacim, Macedo de Cavaleiros[10]), [Vallariza], Auneco, Merobrio, Berese, Palantucio, Celo, Supelegio, Senequio ou Senequino’’.
- Diocese de Porto: Labrencio, Aliobrio (Cidadelhe (Mesão Frio)[10]), Valle Aritia, Truculo, Zepis, Mendolas, Palentiaca.

### Na Gália romana
Nessa zona do império romano a palavra pago tomou um significado particular que evolui duma maneira própria durante os séculos seguintes, influenciando o nosso vocabulário com a palavra "paisano" derivado de pays e paysan.
Um pagus representava a parte rural duma Civitas similar a um cantão. Na época pós-romana durante a Dinastia merovíngia (do século V a meio do século VIII) a definição da palavra "pago" é muito menos clara, Castrum, oppidum, villae, vicus são sinónimos de pago, ela é usado por exemplo na obra de Gregório de Tours para designar pequenos povoados como Balbiacensis pagus ou grandes cidades e a sua área como pago Tholosano (Toulouse) ou enfim regiões Pagenses ducatus Campaniæ, perdendo a sua noção de limite administrativo.
No tempo da Dinastia carolíngia (até século X) era um grande território, com vários cantões, subdivisão dum condado, ou mesmo condado.